# Santuari de la Mare de Déu de Gràcia
El santuari de la Mare de Déu de Gràcia, a la Freixneda (Matarranya) és un conjunt d'edificis del segle xviii (alguns d'ells excavats a la roca) que actualment està en estat de ruïna. Entre les restes que es conserven destaquen l'església i l'hostatgeria, ja que la resta pràcticament ha desaparegut.
De l'hostatgeria, de planta rectangular i de quatre pisos, només en queden els murs de càrrega, de carreus.
De l'església en queden els murs perimetrals, que permeten veure que l'edifici era de tres naus i capçalera recta, al darrere de la qual hi havia el cambril de la Verge, que havia acollit la imatge de la Mare de Déu de Gràcia trobada en una cova per una pastoreta de Valljunquera. La construcció era de maçoneria, excepte la façana era l'única part de carreus, i s'estructurava en dos nivells: l'inferior amb tres seccions i ordre jònic i la superior d'una sola secció i ordre corinti, amb unes volutes entre els dos nivells; al damunt es rematava el conjunt amb un frontó triangular.
De l'interior només se'n sap que estava decorat amb estil barroc classicista i que probablement es cobria amb voltes de canó amb llunetes.